# Leptothorax huehuetenangoi
Leptothorax huehuetenangoi är en myrart som beskrevs av Baroni Urbani 1978. Leptothorax huehuetenangoi ingår i släktet smalmyror, och familjen myror. Inga underarter finns listade i Catalogue of Life.